# Georgia Gould
Geòrgia Gould (Baltimore, 5 de gener de 1980) és una esportista estatunidenca que competeix en ciclisme de muntanya en la disciplina de camp a través.
Va participar en els Jocs Olímpics de Londres 2012, obtenint una medalla de bronze en la prova de camp a través. Va guanyar dues medalles de bronze al Campionat Mundial de Ciclisme de Muntanya, en els anys 2007 i 2012.

## Palmarès ciclisme de muntanya
- 2006
  -  Campiona dels Estats Units en Camp a través
- 2010
  -  Campiona dels Estats Units en Camp a través
- 2011
  -  Campiona dels Estats Units en Camp a través
- 2012
  -  Medalla de bronze als Jocs Olímpics del 2012 en Camp a través
  -  Campiona dels Estats Units en Camp a través